# Louis Schanker

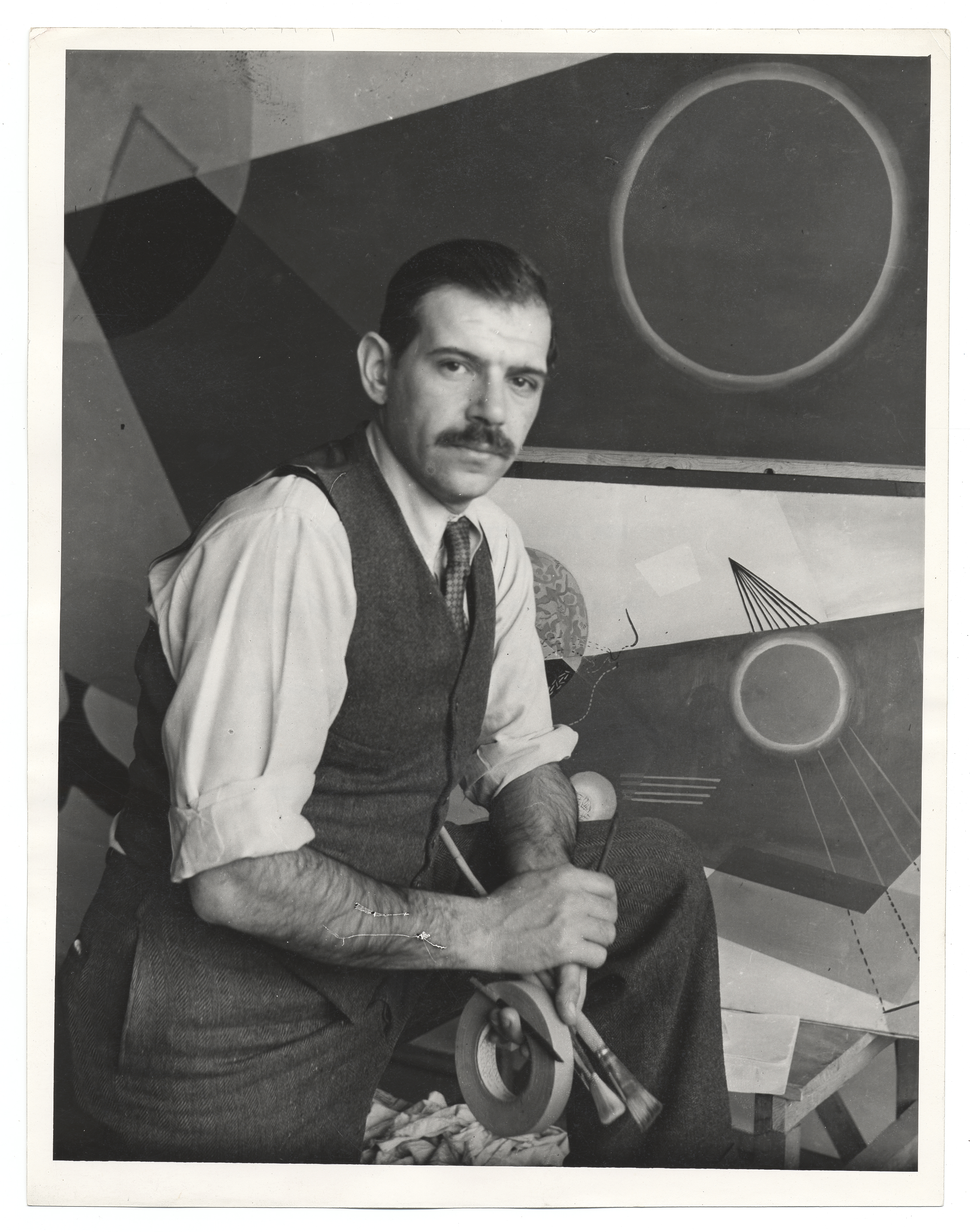
Louis Schanker, 1. Mai 1939. Archives of American Art

Louis Schanker (* 20. Juli 1903 in New York City; † 7. Mai 1981 ebenda) war ein US-amerikanischer abstrakter Künstler, der als Maler, Grafiker, Bildhauer und Lehrer tätig war.

## Leben
Louis Schanker wurde in New York als Sohn rumänischer Eltern geboren. Als Jugendlicher brach Louis Schanker die Schule ab und lief weg, um beim Zirkus zu arbeiten. Zwei Jahre lang verrichtete er eine „interessante, aber anstrengende Arbeit“. Nachdem er den Zirkus verlassen hatte, arbeitete er als Arbeiter auf den Weizenfeldern Kanadas und der Dakotas, als „Gandy Dancer“ bei der Erie Railroad und als Stauer auf den Dampfschiffen der Großen Seen. Fast ein Jahr lang zog Schanker mit Landstreichern auf Güterzügen durch das Land. 1919 gab er dieses Wanderleben auf und begann Abendkurse am Cooper Union College zu besuchen. Anschließend studierte er an der Art Students League of New York und an der Educational Alliance. Die Jahre 1931 und 1932 verbrachte Louis Schanker in Paris. Er besucht Kurse an der Académie de la Grande Chaumière. Die Werke von Pierre-Auguste Renoir, Edgar Degas und Paul Signac beeindruckten den jungen Künstler. Nach seiner Übersiedlung nach Mallorca im Jahr 1933 begann Louis Schanker, Formen stärker zu abstrahieren und kubistische Elemente und prismatischen Farben in seine Werke zu integrieren.
Mitte der dreißiger Jahre begann Louis Schanker mit der Herstellung von Druckgrafiken und wurde später Grafikbeauftragter der Works Progress Administration. Er schuf auch Wandmalereien für den Radiosender WNYC, das Neponsit Beach Hospital auf Long Island und das Science and Health Building auf der Weltausstellung in New York 1939. Während des Zweiten Weltkriegs arbeitete Schanker als Schiffsschlosser. 1949 wurde er Assistenzprofessor am Bard College, wo er bis zu seiner Emeritierung 1949 lehrte. Von 1960 bis zu ihrem Tod 1971 war er mit der amerikanischen Schauspielerin und Sängerin Libby Holman verheiratet. Louis Schanker starb am 7. Mai 1981 im Alter von 78 Jahren.

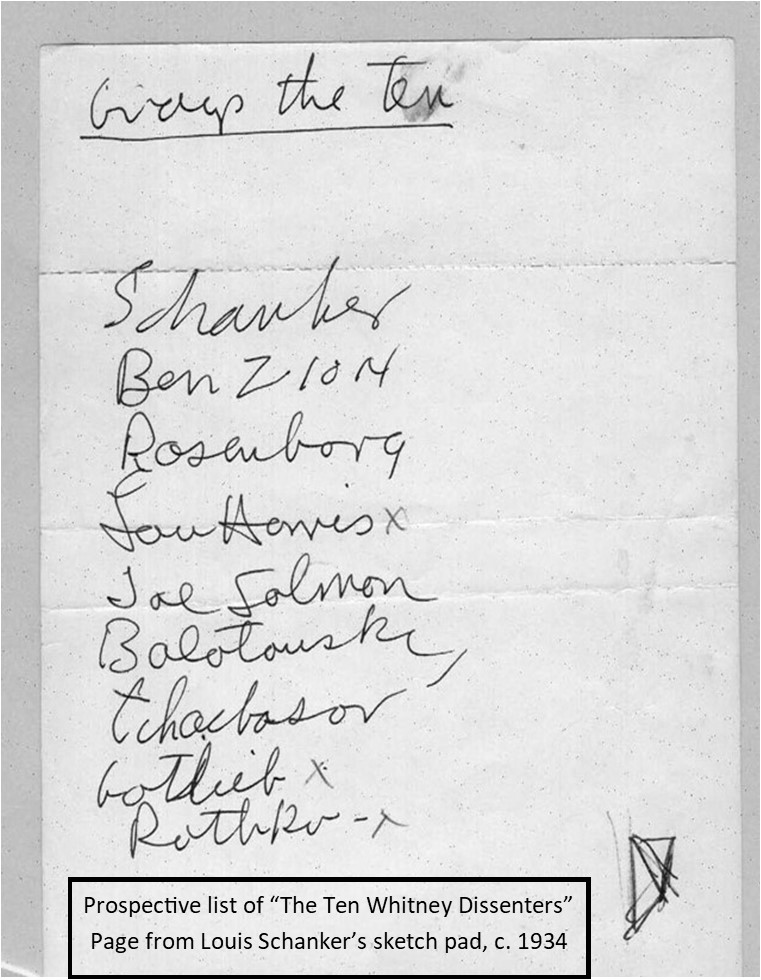
The Ten Namensliste von Louis Schankers Zeichenblock, ca.1934

In den 1930er und 1940er Jahren nahm Louis Schanker häufig an Gruppenausstellungen sowohl in Museen als auch in kommerziellen Galerien teil. Louis Schanker gehörte zu The Ten, einer Künstlergruppe, die gemeinsam ausstellte, um gegen die Hegemonie der amerikanischen Szene-Malerei in den Whitney-Ausstellungen zu protestieren und für das künstlerische Experiment und eine internationale (statt nationale) Ausrichtung der Kunst einzutreten.
Werke von Louis Schanker befinden sich in den Sammlungen der Albright-Knox Art Gallery, der Addison Gallery of American Art, des Amon Carter Museum of American Art, des Asheville Art Museum, des Museum of Fine Arts Boston, des Brooklyn Museum, des Smithsonian American Art Museum, des Metropolitan Museum, der National Gallery of Art, des Fogg Art Museum in Harvard, des Whitney Museum of American Art und des Worcester Art Museum.

## Werk

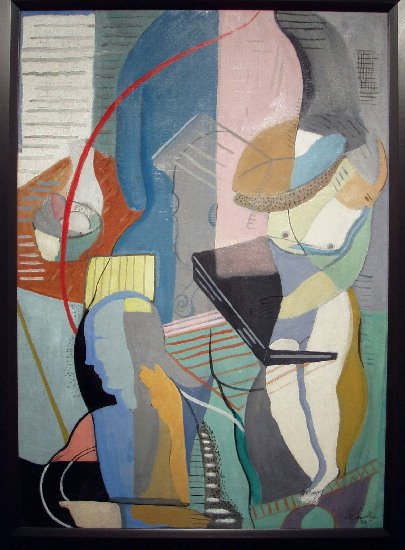
Louis Schanker: Abstraktion mit Musikinstrumenten, Ölgemälde, 1932

Louis Schanker war einer der vielen amerikanischen abstrakten Künstler, die sich von Objekten, Mustern und Rhythmen der Natur inspirieren ließen. Obwohl er nie Schüler von Hans Hofmann war, weist Schankers Kunstauffassung viele Parallelen zu Hofmanns Werken auf. Die Betonung der räumlichen Dynamik der Bildfläche und das Beharren auf einem bestimmten Aspekt der Natur als Ausgangspunkt der Kunst sind zwei Bereiche, die eine gemeinsame Philosophie der beiden Künstler widerspiegeln. Obwohl ein Großteil von Schankers späterem Werk völlig abstrakt ist, verwendet er in den 1930er und 1940er Jahren häufig direkte, identifizierbare Themen – Motive aus dem Sport, aus seiner frühen Zeit beim Zirkus und sogar sozialkritische Themen, die normalerweise nicht von abstrakten Künstlern verwendet werden.
Louis Schanker war ein vielseitiger Künstler, der in verschiedenen Medien arbeitete, Malerei, Druckgrafik und Bildhauerei. Er war bekannt für seine abstrakten Holzschnitte mit starken Linien und Formen. Schanker war Mitglied der Künstlergruppe The Ten, die sich gegen die konservativen Tendenzen des Whitney Museums wandte und die abstrakte Kunst förderte.